# Richard Friedli
Richard Friedli (* 20. Dezember 1937 in Welschenrohr) ist emeritierter Professor für Religionswissenschaft an der Universität Freiburg (Schweiz).

## Biografie
Seine theologische, religionswissenschaftliche und friedenswissenschaftliche Grundausbildung hat Friedli im Dominikaner-Studienzentrum in Belgien und an der Universität Freiburg i. Ü. erhalten. Er unterrichtete seit 1965/66 an einem Gymnasium in Kivu-Kongo und 1966–1971 Entwicklungsethik an der Nationaluniversität Ruandas in Butare. 1971–1992 war er Professor für Missions- und Religionswissenschaft an der Theologischen Fakultät der Universität Freiburg i.Ü. Nach dem Ordensaustritt hatte er von 1993 bis zu seiner Pensionierung 2006 an der Philosophischen Fakultät der Universität Freiburg den Lehrstuhl für Vergleichende Religionswissenschaft inne. Seither arbeitet er in Forschungs- und Ausbildungsgruppen über „Religionen-Politik-Konflikt“: u. a. MAS-Programm „Transformation of Conflicts and Peace“ an der World Peace Academy (WPA – akkreditiert Universität Basel); Sprecher des Arbeitskreises „Kultur und Religion“ der Arbeitsgemeinschaft für Friedens- und Konfliktforschung (AFK) (Augsburg/Bonn); Beratertätigkeit für den „Religion-Politics-Conflict“-Desk der Abteilung für Menschliche Sicherheit im Eidgenössischen Departement für auswärtige Angelegenheiten EDA (Bern). Er wurde auf Anfang 2013 vom Verwaltungsrat der World Peace Academy zum akademischen Direktor eingesetzt.
Friedli ist Gründungsmitglied der Schweizerischen Gesellschaft für Religionswissenschaft (1977). Mit Hans-Jochen Margull und Walter Hollenweger hat er 1975 die dreisprachige Buchreihe „Studien zur Interkulturellen Geschichte des Christentums“ (Lang-Verlag, Frankfurt am Main.) begründet.
Im Auftrag verschiedener „faithbased NGO‘s“ hat Friedli mehrere interkulturelle Mandate/Expertenreisen unternommen: u. a. in Madagaskar (1975), Thailand (1977) und Indien (1980). Seit 1974 ist er Mitglied der „World Conference of Religions for Peace“ und hat an ihrer 3. Weltkonferenz in Princeton/USA (1979) die interreligiöse Arbeitsgruppe „Spirituality-Definition“ geleitet.
Richard Friedli ist verheiratet und hat einen Sohn.

## Werk/Forschungsschwerpunkte
Seit seiner Lehrtätigkeit im postkolonialen Kontext des Ost-Kongo und in Ruanda (1965 ff) und durch seine Beratertätigkeit in den postgenozidären Reconciliation-Prozessen „gacaca“ in Ruanda (seit 1994 bis heute) setzt sich Friedli wissenschaftstheoretisch mit den Bedingungen der „praktischen Religionswissenschaft“ und der „angewandten Friedensforschung“ auseinander. Seine akademische Grundoption geht einerseits von der konstruktivistischen zukunftsoffenen Kulturanthropologie und andererseits von den interkulturellen Gesellschaftswissenschaften aus. Sozialwissenschaftliche Methodologien und religionsgeschichtliches Basiswissen gehören deshalb zu den theoretischen und praxisorientierten Grundlagen seiner öffentlichen interkulturellen und religionssoziologischen Interventionen. Zu den universitären Studienprogrammen in vergleichender Religionswissenschaft, die Friedli in Fribourg interdisziplinär angelegt hat, gehören deshalb auch Studienreisen, „kulturelle Immersion“ vor Ort, deren Vorbereitung und Nacharbeit für die jeweils ca. 20 Studierenden auf zwei Studienjahre angelegt war: z. B. 1974 „auf den Spuren des Buddha“ in Nordindien und in einem buddhistischen Kloster in Thailand; 1977 in den zentralafrikanischen Kontexten von Tansania (Ujamaa-Sozialismus), Ruanda und Zaire; 1980 Befreiungstheologien in Mexiko, Kolumbien und Peru; 1982 in China (Sozialwissenschaften in Peking und Nanking) und Japan (Risho Kosei Kai); 1988 in Zaire: Kimbangu-Kirche in Kinshasa und Nkamba. Friedlis universitätspolitisches Verständnis artikuliert sich also um die Funktion und die Verantwortung der Institution „Universität“ im gesellschafts-politischen, lokalen und globalen Netzwerk.

## Schriften (Auswahl)
Neben den bereits oben erwähnten Veröffentlichungen:
- „Fremdheit als Heimat. Auf der Suche nach einem Kriterium für den Dialog zwischen den Religionen“, Zürich-Freiburg i.Ue. 1974 (Doktorats-These)
- „Some Aspects of an Inter-Religious Spirituality in the Service of Peace“, in: Homar A. Jack, „Religion in the Struggle for World Community“. Proceedings of the WCPR III: Princeton 1979, New York 1980, S. 259–266.
- „Frieden wagen. Ein Beitrag der Religionen zur Gewaltanalyse und zur Friedensarbeit“, Freiburg I. Ue 1981.
- „Zwischen Himmel und Hölle – Die Reinkarnation. Ein religionswissenschaftliches Handbuch“, Freiburg i. Ue.1986.
- „Le Christ dans les Cultures“, Paris-Fribourg 1989.
- „Toleranz und Intoleranz als Thema der Religionswissenschaft. Von der Lebensmitte der Religionen zur Tiefenkultur der Konflikte“, (Band 1 der Gustav-Mensching-Vorlesungen für religiöse Toleranz, hg. von Udo Tworuschka), Frankfurt am Main 2003.
- Art. „Interkulturelle Theologie“, in Müller K./ T. Sundermeier, Lexikon Missiontheologischer Grundbegriffe, Berlin 1987, S. 181–185.
- „Conflict Transformation with Religious Dimensions. Mediators as Transcultural Go-Betweens“, in: Gesa Mackenthun u. a., „Agents of Transculturation: Border-Crossers, Mediators, Go-Betweens“, Rostock 2012.
- Angewandte Religionswissenschaft im Teststand. Ein Beitrag zur teilnehmenden Aktionsforschung, in: Burkard Franz-Peter u. a., Praktische Religionswissenschaft: theoretische und methodische Ansätze (Festschrift Prof. Udo Tworuschka), Lit-Verlag, Berlin 2014, 21–34.
- Versöhnung ohne Kapitulation. Ein Werkstattbericht, in: Ueli Mäder, Barbara Schürch, Simon Mugier (Hg), Reconciliation. Vergeben ohne zu vergessen?, Edition gesowip, Basel 2014, 53–78.